# Castillo de Archidona
El castillo de Archidona es una fortificación de origen andalusí situado en el municipio de Archidona, en la provincia de Málaga (España), que se encuentra en estado de ruina.
Los restos del castillo están declarados Bien de Interés Cultural.

## Descripción
El castillo estaba enclavado en lo más alto de la Sierra de Gracia y contaba con un doble recinto. Se conservan la llamada Puerta del Sol, vestigios de sus muros, del aljibe y de la torre principal. También se conservan restos de una mezquita interior, sobre la que se construyó más adelante el Santuario de Nuestra Señora de Gracia.

## Historia
Aunque se atribuye a los cartagineses la construcción de murallas en el lugar, los restos que se conservan fueron levantados por los árabes en el siglo IX, siendo el castillo reedificado por los nazaríes en el siglo XIII.
Archidona, llamada Medina Arxiduna, fue un importante centro musulmán, capital de la Cora de Rayya, que incluía la mayor parte de la provincia de Málaga, donde fue proclamado emir Abderramán I en 756. El castillo fue conquistado por el muladí Omar ibn Hafsún varias veces, siendo reconquistado por Abderramán III en el año 907.
Fue ocupado al Reino nazarí de Granada por Pedro Girón, maestre de la Orden de Calatrava, en 1462.